# Nicholas Presciutti
Nicholas Presciutti (Roma, 14 dicembre 1993) è un pallanuotista italiano, difensore della Pro Recco.

## Biografia
Cresce nella Roma Pallanuoto, ma firma il suo primo contratto da professionista con la Roma Vis Nova. Nel 2010 si trasferisce alla Lazio, per poi andare in prestito al Camogli nel 2011 e tornare in biancoceleste l'anno successivo. Le sue prestazioni hanno convinto l'AN Brescia a prelevarlo nel 2013. Con i lombardi nel 2015 vince la LEN Euro Cup. Nel 2020 passa alla Pro Recco, con cui conquista il suo primo scudetto nel 2022 e si laurea per due stagioni consecutive campione d'Europa.
È fratello minore di Christian, campione del mondo con la nazionale italiana e campione d'Italia con la Pro Recco, anch'egli in forza all'AN Brescia, insieme hanno vinto la medaglia di bronzo alle olimpiadi di Rio 2016 ed è fratello maggiore di Daniel, giocatore della Rari Nantes Salerno.

## Palmarès

### Club

#### Trofei nazionali
- Campionato italiano: 4

Pro Recco: 2021-2022, 2022-2023, 2023-2024, 2024-2025
- Coppe Italia: 4

Pro Recco: 2020-2021, 2021-2022, 2022-2023, 2024-2025

#### Trofei internazionali
- Coppe LEN: 2

AN Brescia: 2015-2016
Pro Recco: 2024-2025
- LEN Champions League: 3

Pro Recco: 2020-21, 2021-2022, 2022-2023
- Supercoppa LEN: 3

Pro Recco: 2021, 2022, 2023

### Nazionale
- Olimpiadi

Rio de Janeiro 2016: 
- Mondiali:

Budapest 2022: 
Doha 2024: 
- Europei

Zagabria-Dubrovnik 2024: 
- Coppa del Mondo

Los Angeles 2023: 
- World League

Strasburgo 2022: 
- Mondiali giovanili

Szombathely 2013: 